# Numero sfenico
In matematica un numero sfenico (dal greco antico σφήν?, sphēn, "cuneo") è un numero intero positivo (composto) dato dal prodotto di tre fattori primi distinti. 
Osserviamo che l'insieme dei numeri sfenici è contenuto propriamente nell'insieme degli interi positivi che posseggono tre fattori primi: 60 ha tre fattori primi ma non è sfenico, in quanto {\displaystyle \,60=2^{2}\cdot 3\cdot 5}, mentre è sfenico {\displaystyle \,30=2\cdot 3\cdot 5} .
I numeri sfenici posseggono esattamente {\displaystyle \,8=2^{3}} divisori:
un intero positivo che possiede la fattorizzazione {\displaystyle n=x\cdot y\cdot z} possiede la seguente sequenza (non necessariamente ordinata) di divisori: 
{\displaystyle \left\{1,\ x,\ y,\ z,\ xy,\ xz,\ yz,\ n\right\}}
Più visivamente: nel reticolo della divisibilità i numeri sfenici corrispondono ai nodi i cui insieme dei minoranti individuano un sottoreticolo cubico. Quindi tutti i numeri sfenici hanno -1 come valore della funzione di Möbius.
I numeri sfenici si possono codificare con le sequenze binarie di peso 3 la cui ultima componente sia uguale a 1 (equivalentemente si possono utilizzare le sequenze binarie finite di peso 2). Se b è una tale sequenza scriviamo Sph(b) l'intero sfenico che essa esprime: ad es. {\displaystyle \,{\mbox{Sph}}(10101)=2\cdot 5\cdot 11=110}
I componenti della successione dei numeri sfenici inferiori a 200 sono:
| Decimale | Binario          |
| -------- | ---------------- |
| 30       | Sph(111)         |
| 42       | Sph(1101)        |
| 66       | Sph(11001)       |
| 70       | Sph(1011)        |
| 78       | Sph(110001)      |
| 102      | Sph(1100001)     |
| 105      | Sph(0111)        |
| 110      | Sph(10101)       |
| 114      | Sph(11000001)    |
| 130      | Sph(101001)      |
| 138      | Sph(110000001)   |
| 154      | Sph(10011)       |
| 165      | Sph(01101)       |
| 170      | Sph(1010001)     |
| 174      | Sph(1100000001)  |
| 182      | Sph(100101)      |
| 186      | Sph(11000000001) |
| 190      | Sph(10100001)    |
| 195      | Sph(011001)      |